# Le Dieu des mouches
Le Dieu des mouches est le premier roman de Frédérick Tristan, paru chez Grasset en 1959.

## Résumé
La jeune Elisabeth, qui juge les garçons de son âge inintéressants, épouse Alexandre, un homme qui a le double de son âge et qui la fascine. Elle devient bientôt totalement dévouée à un mari autoritaire, en présence de deux domestiques, Emmanuel et Danielle qui sont partagés entre la passion et la haine de leur maître . 
Cette histoire dans le goût des gothiques anglais fut accueillie par sept éditeurs français successifs et devait être une des raisons littéraires qui valut à l'auteur le Prix Goncourt en 1983 pour Les Égarés...

## Adaptation au théâtre
Le roman est adapté au théâtre par le metteur en scène Marc Delaruelle en 1988.